# Christian Berthelsen
Christian „Christiaannguaq“ Tobias Jakob Berthelsen (* 7. Oktober 1916 in Nuuk; † 23. April 2015 ebenda) war ein grönländischer Lehrer, Schulinspektor, Schuldirektor, Autor und Übersetzer.

## Leben

### Familie
Christian Berthelsen war der Sohn des Udstedsverwalters Johan Jørgen Josef Berthelsen (1883–1958) und seiner Frau Karen Bodil Abegael Lynge (1882–1950). Sein Vater war ein Enkel von Rasmus Berthelsen (1827–1901). Seine Mutter war die Schwester von Niels Lynge (1880–1965). Zu seinen Vorfahren gehörten Jørgen Nielsen Møller (1801–1862), Christian Alexander Platou (1779–1827), Anders Olsen (1718–1786) und Hans Egede (1686–1758). Sein Bruder Rasmus Hans Pavia Karl Berthelsen (1905–1980) war von 1955 bis 1963 Bürgermeister der Gemeinde Nuuk und der Vater des Politikers und Musikers Per Berthelsen (* 1950). Christian Berthelsen heiratete am 27. Juni 1945 Vibeke Kaja Wulff-Hansen (1919–2013), Tochter des Architekten Poul Wulff-Hansen (1885–1956) und seiner Frau Marie Louise Nielsen (1893–1976). Aus der Ehe wurden die Kinder Lone (* 1946), Finn (* 1949) und Hannah (* 1958) geboren.

### Karriere
Christian Berthelsen besuchte wegen der Tätigkeit seines Vaters die Schule in Kangeq und Qoornoq, später die Efterskole in Qaqortoq und schloss 1936 die Katechetenausbildung an Grønlands Seminarium ab und besuchte anschließend als einer der ersten Grönländer das Lehrerseminar in Jonstrup, das er 1941 beendete. Bis 1945 ließ er sich an Danmarks Lærerhøjskole und der Internationalen Hochschule in Helsingør weiterausbilden. Anschließend wurde er Leiter der Efterskole in Qaqortoq und südgrönländischer Schulkonsulent. 1947 wurde er Lehrer in Qullissat und ein Jahr später Schulkonsulent für Nordgrönland, während er zeitgleich an der Efterskole in Aasiaat lehrte. 1953 wurde er für ein Jahr Leiter der Efterskole. 1955 wurde er Schulinspektor in Nuuk und ein Jahr später Informationsberater in Grönlands kulturellem Rat. 1960 wurde er kommissarisch zum Schuldirektor für ganz Grönland ernannt und im Folgejahr festangestellt, bevor er 1972 pensioniert wurde. Von 1977 bis 1986 unterrichtete er die Grönländische Sprache an Københavns Universitet.
Als grönländischer Schuldirektor war er von 1960 bis 1972 auch Mitglied der Schuldirektion. Von 1962 bis 1972 war er zudem Mitglied der Verwaltung der Knud Rasmussenip Højskolia und von 1963 bis 1971 des Grönländischen Nationalmuseums. Von 1957 bis 1971 war er Verwaltungsmitglied des Grönländischen Verlags, davon bis 1963 als Vorsitzender. Von 1953 bis 1971 war er Mitglied des grönländischen Sprach- und Rechtschreibausschusses, davon ab 1967 als Vorsitzender. Außerdem fungierte er von 1956 bis 1971 als Schöffe in Grønlands Landsret. Von 1976 bis 1985 war er Vorsitzender von Det Grønlandske Selskab und von 1975 bis 1984 des Ortsnamenausschusses. Von 1976 bis 1985 war er Verwaltungsmitglied des Arktisk Institut. Von 1974 bis 1976 war er Repräsentant der Snoghøj Folkehøjskole und von 1975 bis 1979 Mitglied des Nachbarliteraturausschusses des Nordischen Ministerrats.
Christian Berthelsen war als Autor von Büchern und Artikeln zu schulischen Themen und Literatur in Grönland tätig. Darüber hinaus übersetzte er zahlreiche Bücher, darunter das Alte und Neue Testament. Er starb 2015 im Alter von 98 Jahren in seiner Heimatstadt Nuuk und gehört damit zu den ältesten Grönländern aller Zeiten.

## Ehrungen
- 1964: Ritter des Dannebrogordens[8]
- 1977: Ritter 1. Grades des Dannebrogordens[8]
- 1985: Rink-Medaille[8]
- 1990: Nersornaat in Silber[9]
- 1990: Grönländischer Kulturpreis[9]
- 2002: Nersornaat in Gold[9]
- 2002: Kulturpreis der Grönländischen Weihnachtsbriefmarkenstiftung[10]
- 2009: Ehrenpreis der Grönländischen Autorenvereinigung[8]
- 2014: Ehrendoktor am Ilisimatusarfik[5]

## Werke
- 1956/1977: Oqaluttualiaativut taalliaativullu / Grønlandsk poesi og prosa[3]
- 1970: Taamani / Dengang[8]
- 1972–1976: Grønlandsk læsebogserie I–III (Mitverfasser)[3]
- 1973: Inuiaqatigiit kalaallit / Grønlandsk samfundslære[3]
- 1977: Grønlandsk-Dansk Ordbog (Mitredakteur)[3]
- 1977–1990: Übersetzungsausschussmitglied für das Alte Testament[11]
- 1980: Kalaallisut sunngiusaatit / Grønlandske læsestykker[3]
- 1983: Grønlandsk litteratur[3]
- 1989: Kalaallit Nunaat – Atlas Grønland (Mitredakteur)[3]
- 1990/1997: Oqaatsit[3]
- ab 1990: Übersetzungsausschussmitglied für das Neue Testament[11]
- 1994: Kalaallit atuakkiaat[11]